# Catch It
 (février 2024).
Pour plus de détails, voir Fiche technique et Distribution.
Catch It est un court métrage produit par l'École supérieure des métiers artistiques en 2015, réalisé par Paul Bar, Marion Demaret, Nadège Forner, Pierre-Baptiste Marty, Julien Robyn et Jordan Soler.

## Synopsis
Catch It suit les aventures d'un petit groupe de suricates, prêts à tout pour protéger le seul fruit qu'il leur reste. C'est sans compter sur l'intervention d'un vautour tout particulièrement obstiné...

## Fiche technique
- Titre : Catch It
- Réalisation et scénario : Paul Bar, Marion Demaret, Nadège Forner, Pierre-Baptiste Marty, Julien Robyn et Jordan Soler
- Production : École supérieure des métiers artistiques
- Format : couleur
- Durée : 5 min 19 s
- Enregistrement et mixage : Studio des Aviateurs
- Musique : Clovis Lima-Frances, Maxime Poirot, Benjamin Favre, Philippe Puccilli, Ecole MAI de Nancy
- Voix : Marie Desprez, Thibault Cohade, Julien Bellanger, Romain Camiolo et Erwann Chandon
- Année : 2015

## Distinctions
En 2016, Catch It est sélectionné par ShortsTV en liste additionnelle aux Oscar Nominated Short Films. Ainsi, le film a été projeté dans plus de 400 salles sur l'intégralité du territoire US, et a ensuite été proposé sur les plusieurs grandes plateformes de VOD américaines et mondiales,.
La même année, le film reçoit le prix du public au CCC[Quoi ?] de Cannes, ainsi que le prix des KissBankers lors de la 6e édition du Festival du Court-Métrage d'Auch[réf. nécessaire].

### Sélections
- Programme Jeune Public du 38e Festival international du court métrage de Clermont-Ferrand
- Sélection « Meilleur Film Etudiant – VFX/CGI » au Paris Digital Summit [3]
- Palm Springs International ShortFest and Film Market